# ジャック・カグリオン
- ジャック・カグリアン
- ジャック・カグリオーン

ジェフリー・アラン・"ジャック"・カグリオン（Jeffrey Alan "Jac" Caglianone, 英語発音: \CAG-lee-own\; 2003年2月9日 - ）は、アメリカ合衆国フロリダ州タンパ出身の野球選手（投手、一塁手、外野手）。左投左打。MLBのカンザスシティ・ロイヤルズ所属。

## 経歴

### プロ入り前
高校時代から二刀流として注目を集め、高校4年生の時には、投手として37.1イニングを投げ、防御率2.44、2セーブ、65奪三振を記録し、野手として37試合に出場して打率.371、本塁打3本、三塁打1本、二塁打4本を記録した。高校時代、投手として平均球速94マイル（151 km/h）、最高球速97〜98マイル（156〜158 km/h）と推定される速球と、スラーブのようなカーブボールを投げていた。
高校卒業後はフロリダ大学へ進学。初年度の2022年は左肘のトミー・ジョン手術を受けたため投手としての登板はなかったが、指名打者として28試合に出場した。
2023年より二刀流を再開し、先発ローテーションの一角と一塁手のレギュラーを兼任した。投手として18試合に先発登板して7勝4敗、防御率4.34、87奪三振、野手として71試合に出場して打率.323、33本塁打、90打点を記録し、フロリダ大学の選手によるシーズン最多本塁打記録を更新した。
2024年は投手として16試合に先発登板して5勝2敗、防御率4.76、83奪三振、野手として66試合に出場して打率.419、35本塁打、72打点を記録した。また、NCAAタイ記録となる9試合連続本塁打も記録。その内の1本は2015年のスタットキャスト導入以降、MLBの最長飛距離を上回る約157mだった。

### プロ入りとロイヤルズ時代
2024年のMLBドラフトで、カンザスシティ・ロイヤルズから1巡目（全体6位）で指名されプロ入り。契約金は721万ドル。契約後は傘下A+級クアッドシティーズ・リバーバンディッツでプロデビュー。野手として29試合に出場して打率.241、2本塁打、14打点の成績を記録したが、投手としての出場はなかった。
2025年はロイヤルズのスプリングトレーニングに招待選手として参加した。また、2025年シーズンは野手に専念することになった。開幕はAA級ノースウエストアーカンソー・ナチュラルズで迎えた。4月10日にスタットキャスト導入以降、12番目に強い打球となる単打を記録した。4月25日には右翼手で出場し、キャリアで初めて外野手として出場した。AA級ノースウエストでは38試合に出場し、打率.322、出塁率.394 、長打率.553、二塁打8本、本塁打9本、43打点、OPS.947を記録した。
5月18日、AAA級オマハ・ストームチェイサーズに昇格した。AAA級オマハでは12試合に出場し、打率.319、出塁率.370、長打率.723、二塁打1本、本塁打6本、13打点、OPS1.093を記録し、ここでも結果を残した。6月2日、メジャー昇格が決まったと報じられ、6月4日のセントルイス・カージナルス戦で「6番・指名打者」で先発出場しメジャーデビューを果たした。

## 人物
アメリカ出身だが、父親はイタリア人である。また、母親はプエルトリコで生まれたため、WBCなどの国際大会ではプエルトリコ代表として出場する資格も持っている。
2025年4月、イタリア系アメリカ人野球財団の公式大使に任命された。

## 詳細情報

### 背番号
- 14（2025年 - ）

### 代表歴
- 2023年 第44回日米大学野球選手権大会米国代表